# Saint-Chamassy
Saint-Chamassy (okzitanisch Sench Amaci) ist eine aus einem Hauptort und mehreren Weilern (hameaux) und Einzelgehöften bestehende Gemeinde mit 496 Einwohnern (Stand: 1. Januar 2022) im Südosten des südfranzösischen Départements Dordogne in der Region Nouvelle-Aquitaine in der alten Kulturlandschaft des Périgord. Die Gemeinde gehört zum Arrondissement Sarlat-la-Canéda und zum Kanton Vallée de l’Homme.

## Lage
Saint-Chamassy liegt etwa 35 Kilometer östlich von Bergerac und wird im Norden durch den Vézère und im Westen und Südwesten vom Dordogne begrenzt. Umgeben wird Saint-Chamassy von den Nachbargemeinden Limeuil im Norden und Nordwesten, Le Bugue im Norden, Audrix im Osten und Nordosten, Coux et Bigaroque-Mouzens im Süden und Südosten, Le Buisson-de-Cadouin im Süden sowie Alles-sur-Dordogne im Westen.

## Bevölkerungsentwicklung
| Jahr      | 1962 | 1968 | 1975 | 1982 | 1990 | 1999 | 2006 | 2018 |
| Einwohner | 509  | 414  | 380  | 385  | 433  | 443  | 475  | 504  |

Quellen: Cassini und INSEE

## Sehenswürdigkeiten
- Dolmen von Cantegrel, Monument historique seit 2008
- Kirche Saint-Eumache
- Schloss La Batut aus dem 15. Jahrhundert, Umbauten aus dem 18. Jahrhundert
- Schloss Falgueyrac aus dem 17. Jahrhundert
- Herrenhaus Perdignat aus dem 15./16. Jahrhundert, Monument historique seit 1971
- Herrenhaus Le Marais
- Herrenhaus La Queyzie
- Herrenhaus von Saint-Chamassy aus dem 15. Jahrhundert
- Herrenhaus Verliac

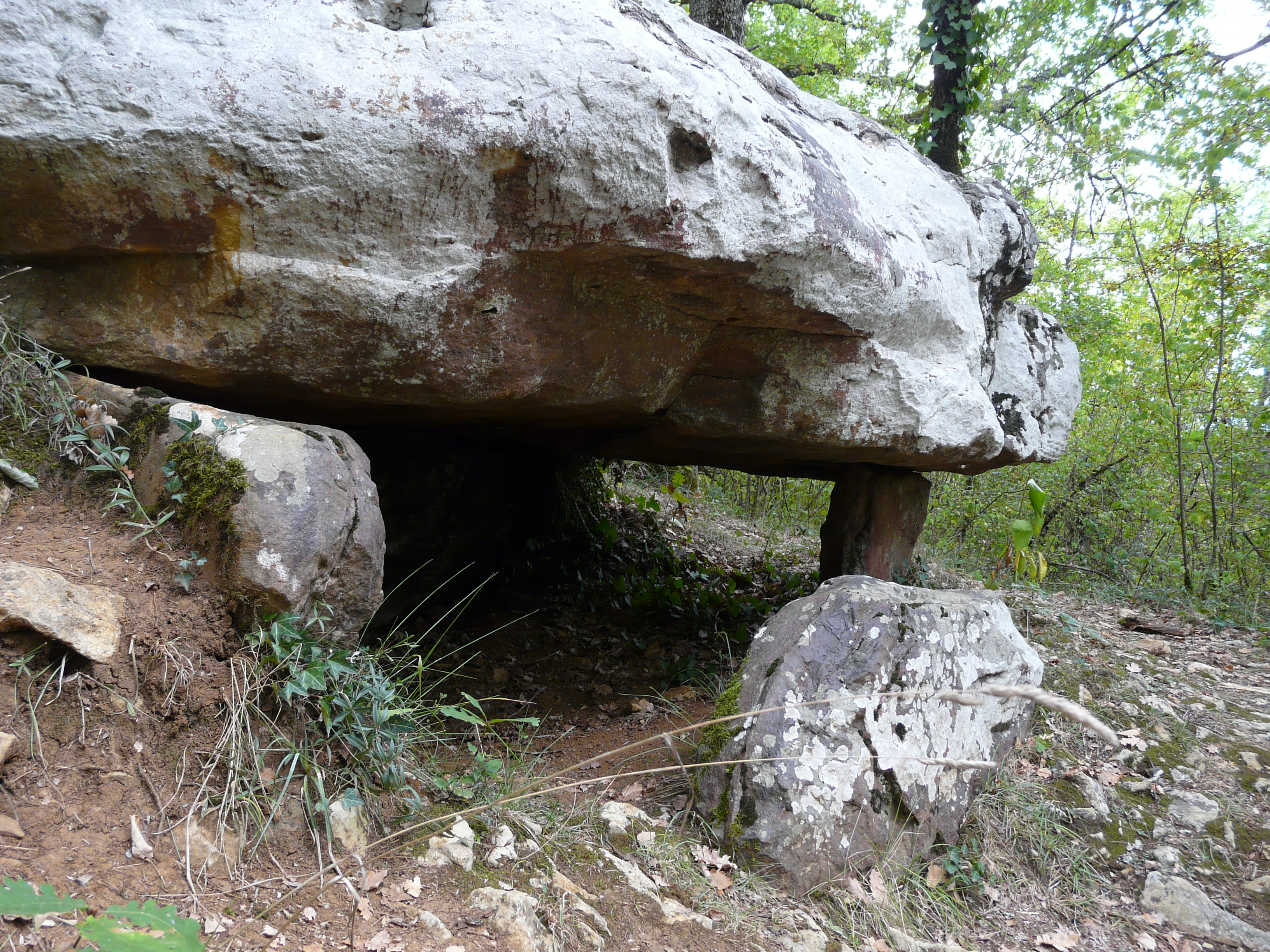
Dolmen Cantegrel
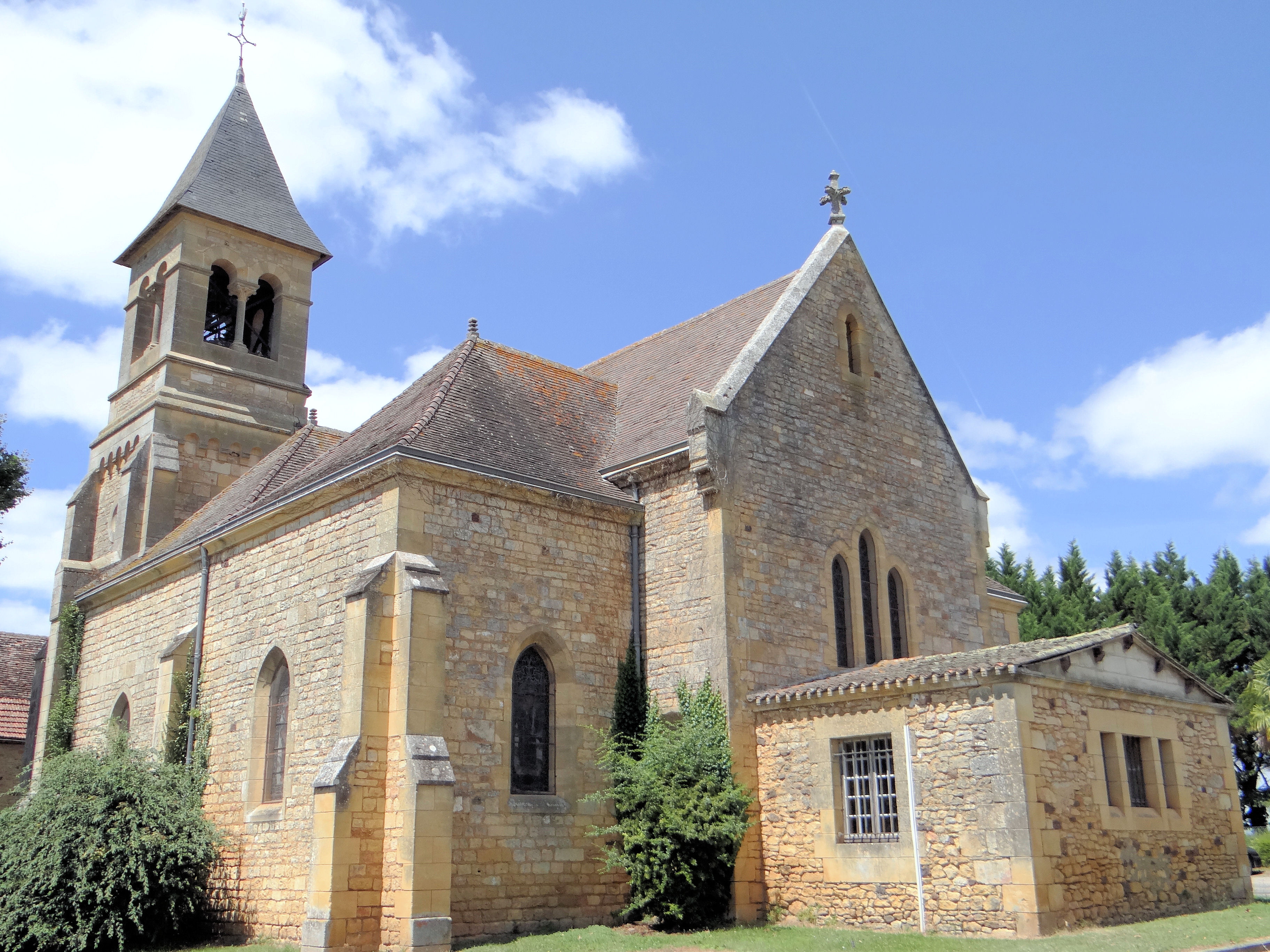
Kirche Saint-Eumache
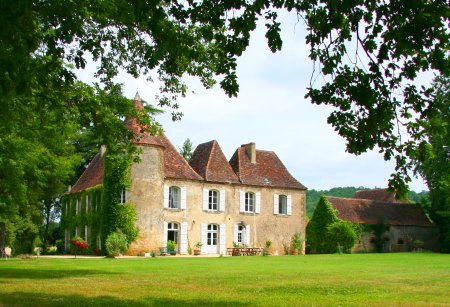
Schloss Falgueyrac
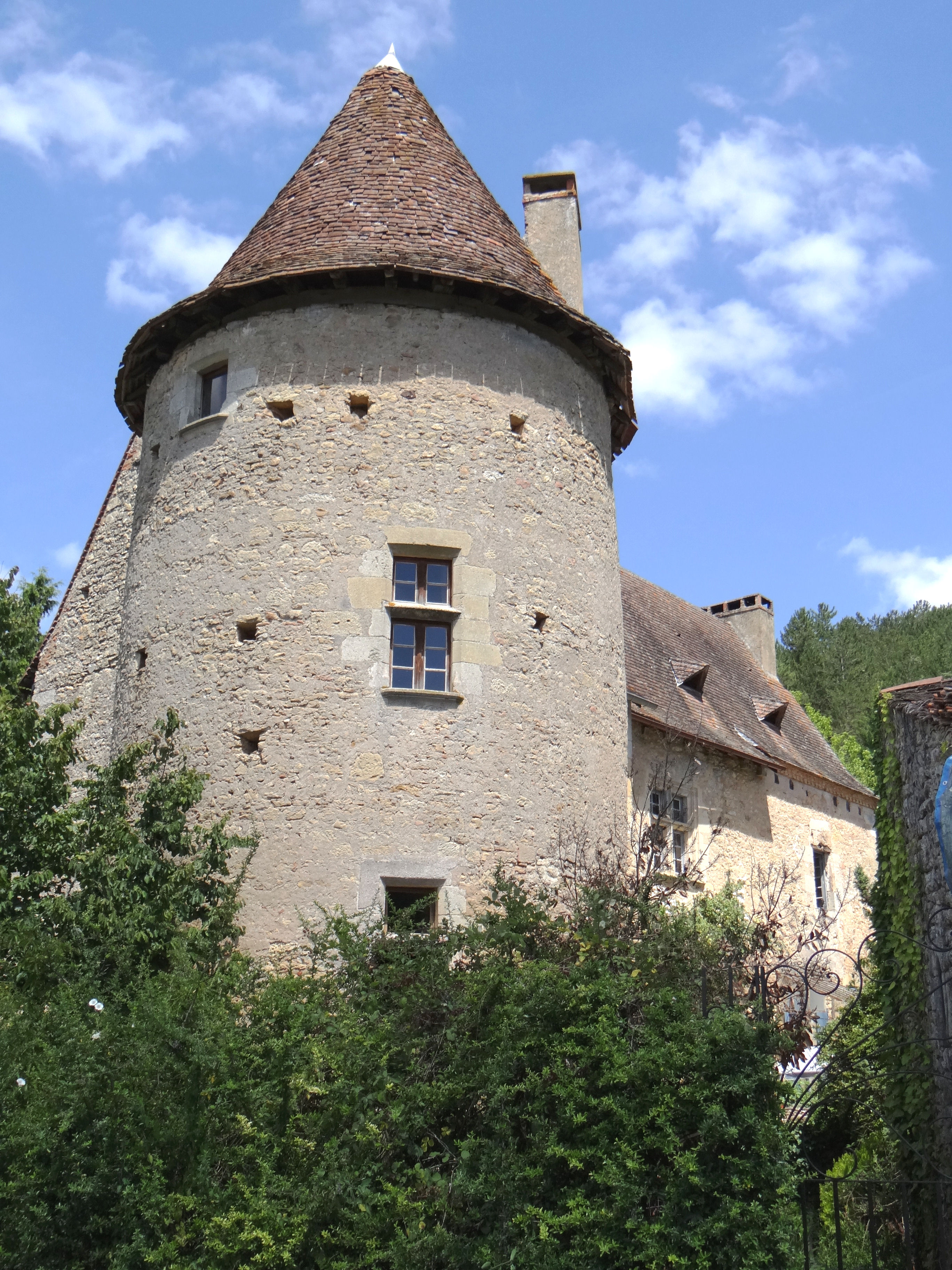
Herrenhaus Perdignat
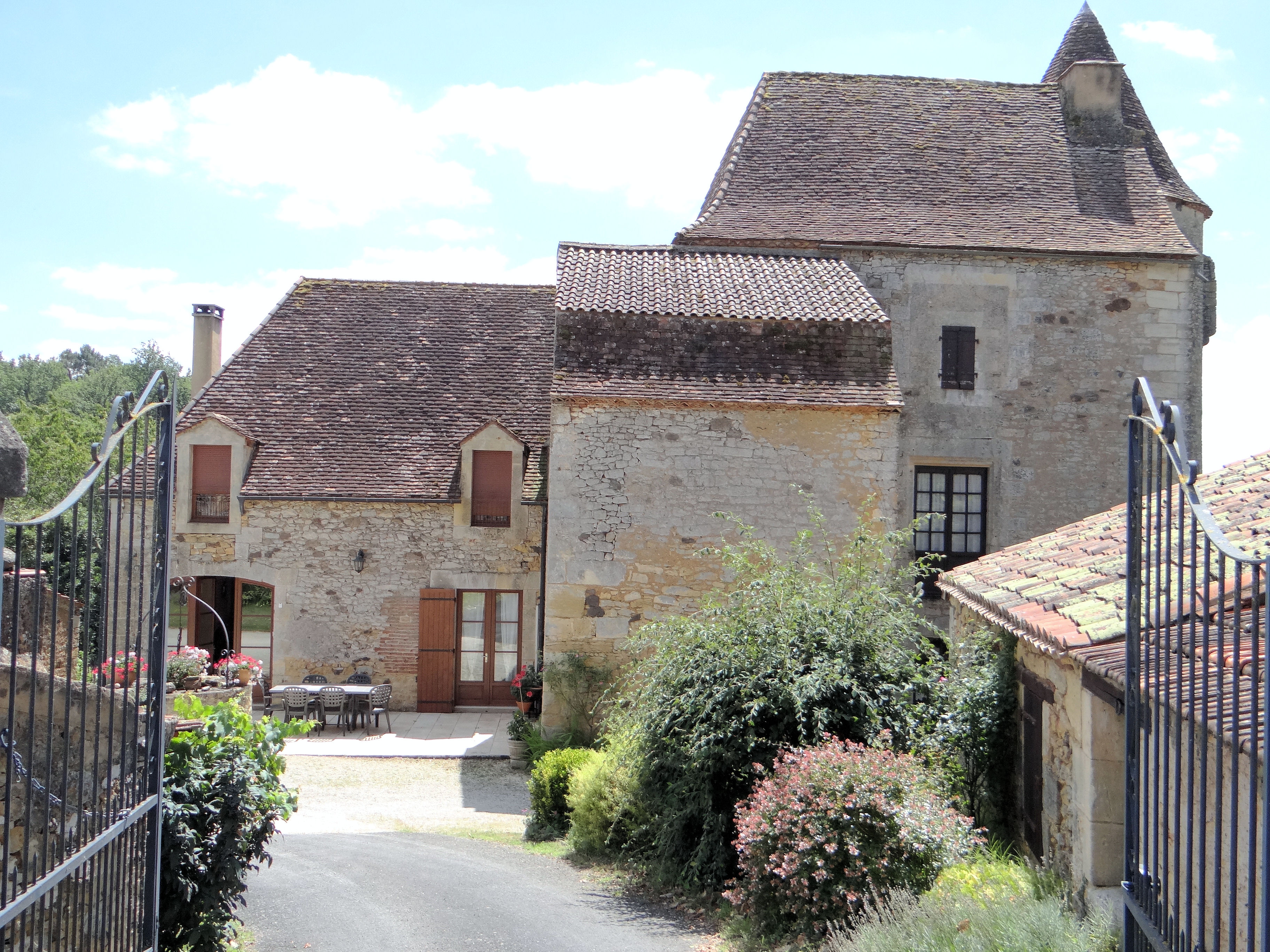
Herrenhaus von Saint-Chamassy